# 米勒古蜥科
米勒古蜥科（Millerettidae）是種已滅絕無孔類爬行動物，生存於二疊紀中晚期的南非。牠們是小型食蟲性動物，外表與生活方式可能類似現代蜥蜴。

## 外部連結
- 柏克萊大學的網頁 （页面存档备份，存于）